# 里賈納1914體育會
里賈納1914體育會（AS Reggina 1914）是一家位於意大利南部卡拉布里亞的雷焦卡拉布里亞的足球會，成立於1914年，主場館為Stadio Oreste Granillo，球衣為深紅色。一直以來雷吉納都在低組別聯賽打滾，第一次升上意甲聯賽為1999年，兩年後降級，直到2003年才再升回甲組。
雷吉納 成立以來一直都沒有任何榮譽，不但聯賽，在杯賽也是沒有甚麼冠軍取得。2006年意甲醜聞雷吉納被揭發打假波，被意大利體育法庭判罰扣 15 分，結果2006–07年球季初一度淪落榜末，2008–09年球季倒數第二名降級。

## 著名球員
- （Rolando Bianchi）〈2005-07年〉
- （Benito Carbone）〈1990-91年〉
- （David Di Michele）〈2002-04年〉
- 〈1995-98年〉
- 〈1999-00年，借用〉
- 〈1997-98年〉
- 〈2003-05年〉
- 中村俊輔〈2002-05年〉

## 外部連結
- 球會官方網站 （页面存档备份，存于）（意大利文）